# Skovhornugle
Skovhornugle (Asio otus) har en højde på 35-37 centimeter og et vingefang på 84-95 centimeter.
Skovhornuglen har orangerøde øjne og lange fjerhorn, i modsætning til mosehornuglen, som den ligner meget. Sidstnævnte har gule øjne og ganske små fjerhorn.

## Udbredelse og habitat
Skovhornugle er udbredt i et bredt bælte henover den nordlige halvkugle. Den er standfugl i store dele af Europa og trækfugl i det nordlige Skandinavien og Finland. I Danmark er det en ret almindelig ynglestandfugl og den kommer også som træk- og vintergæst. Den yngler ofte i forladte kragereder i nåletræer, men tager også villigt opsatte redeplatforme i brug. Den går ikke i lukkede redekasser. Arten er svær at finde udenfor yngletiden, men i slutningen af juni og starten af juli tigger ungerne meget højlydt. I denne periode er forældrefuglene nødt til at tage de lyse timer i brug for at fange tilstrækkeligt med bytte til afkommet, og man kan derfor være heldig at observere hele familien. Ungerne kan flyve meget tidligt, også selvom de ikke ser ud til at kunne, og bevæger sig en del rundt i skoven. Af og til falder en unge ned på jorden, men den klatrer selv op i træerne igen, og bør derfor ikke håndteres.
Om vinteren raster grupper af skovhornugler sammen i tætte nåletræer eller cypresser. Tidligere var det ikke uhørt med mere end 30 ugler i et sådant træ, men det syn er blevet meget sjældent.